# Henryk Wereszycki
Henryk Wereszycki, urodzony jako Henryk Vorzimmer (ur. 13 grudnia 1898 we Lwowie, zm. 27 lutego 1990 w Krakowie) – polski historyk, znawca dziejów Polski porozbiorowej, historii dyplomacji europejskiej w XIX w. i monarchii habsburskiej. Jeden z niewielu historyków polskich, czynnych w PRL, który kwestionował publicznie podstawy marksistowskiej wykładni dziejów.

## Życiorys
Syn Mykoły Hankewicza (Mikołaja Hankiewicza), ukraińskiego socjalisty i Rozalii Altenberg, z zasymilowanej rodziny żydowskich wydawców i księgarzy we Lwowie. Do 1924 r. nosił nazwisko swego ojczyma Jakuba Vorzimmera.
10 listopada 1923 roku wojewoda lwowski zezwolił por. rez. Henrykowi Vorzimmerowi z 21 pułku artylerii polowej i por. Tadeuszowi Vorzimmerowi z 5 pułku artylerii polowej (ur. 5 czerwca 1900) na zmianę rodowego nazwiska „Vorzimmer” na „Wereszycki”. Tadeusz został zamordowany wiosną 1940 roku w Charkowie przez NKWD.
Od roku 1910 uczęszczał do III Gimnazjum Klasycznego we Lwowie. Po wznowieniu nauki przerwanej wybuchem I wojny światowej od jesieni do kwietnia 1916 roku był uczniem skróconego kursu 6 i 7 klasy. Wiosną tego roku poszedł na wojnę i z końcem lata został żołnierzem 1 pułku artylerii Legionów Polskich. Jako kanonier przeszedł chrzest bojowy na froncie nad Stochodem. W przerwie między walkami, w czasie krótkiego urlopu, w kwietniu 1917 roku zdał maturę i wrócił na front. W roku 1918 wstąpił do Polskiej Organizacji Wojskowej, a w październiku tegoż roku zapisał się na Politechnikę Lwowską.
Upadek Monarchii Austro-Węgierskiej i wybuch walk o Lwów spowodował, że wraz z bratem Tadeuszem Vorzimmerem wstąpił do Wojska Polskiego i znalazł się w szeregach artylerii. Odcięty od oddziałów polskich nie wziął udziału w walkach o to miasto. Po zakończeniu walk, w stopniu porucznika artylerii Wojska Polskiego (awansowany ze starszeństwem z dniem 1 czerwca 1919), otrzymał urlop na kontynuowanie studiów i w październiku 1919 roku zapisał się na wydział historyczny Uniwersytetu Jana Kazimierza we Lwowie.
Wiosną 1920 roku powrócił na front ze swoim 5 Lwowskim pułkiem artylerii biorącym udział w walkach w okolicach Gródka Jagiellońskiego, nad rzeką Wereszycą (od której później wziął nazwisko) i w ofensywie Piłsudskiego na Wołyniu. 18 sierpnia 1920 roku w potyczce z kozakami w okolicach Kamionki Strumiłowej został ranny. Po zakończeniu wojny polsko-bolszewickiej został zdemobilizowany pod koniec 1920 roku i wrócił na Uniwersytet Lwowski zostając asystentem profesora Adama Szelągowskiego. W lipcu 1925 roku uzyskał stopień doktora filozofii na podstawie rozprawy Polityka rządu austriackiego w Galicji w czasie powstania styczniowego.
21 marca 1924 uzyskał sądowe zezwolenie na zmianę nazwiska z Vorzimmer na Wereszycki. Od 1926 roku pracował jako nauczyciel historii. W roku 1935 przeniósł się ze Lwowa do Warszawy w związku z otrzymaniem posady w Instytucie Badania Najnowszej Historii Polski. 3 września 1939 roku został zmobilizowany do 30 pułku artylerii lekkiej. Już w czasie walk objął dowództwo resztek kadry 30. pal (bez dział), z  którym  dołączył  do  50.  DP  „Brzoza”   SGO „Polesie” gen. Kleeberga i wraz z nią wziął udział w bitwie pod Kockiem. 7 października 1939 roku pod Wolą Gułowską został wzięty do niewoli niemieckiej. Przebywał w Oflagu II B Arnswalde. W maju 1942 roku wraz z całym obozem przeniesiono go do Oflagu II D Gross-Born, a w sierpniu 1943 karnie, z kilkoma kolegami, umieszczono go w Oflagu II C Woldenberg. W obozie poznał Adama Rapackiego, późniejszego ministra spraw zagranicznych PRL.

### Okres powojenny
Od roku 1947 wykładowca Uniwersytetu Wrocławskiego, a od 1956 Uniwersytetu Jagiellońskiego, w Zakładzie Historii Zachodniej XIX wieku. 
Po wojnie był wielokrotnie szykanowany przez władze PRL, m.in. atakowany personalnie na konferencji otwockiej. W 1948 objęto go całkowitym zakazem publikowania prac. W 1957 roku opublikował słynny artykuł „Pesymizm błędnych tez”, będący polemiką z partyjną historiografią i jej antyniepodległościowym nastawieniem. W latach 1969–1982 publikował na łamach „Tygodnika Powszechnego”, początkowo pod pseudonimem Adam Stor, później pod własnym nazwiskiem. W roku 1978 podpisał deklarację założycielską Towarzystwa Kursów Naukowych. W 1985 roku otrzymał doktorat honoris causa Uniwersytetu Wrocławskiego. Był autorem haseł w Polskim Słowniku Biograficznym i Słowniku biograficznym działaczy polskiego ruchu robotniczego.
Pochowany na cmentarzu Rakowickim w Krakowie (kwatera XIIIA, rząd 18, miejsce 23).

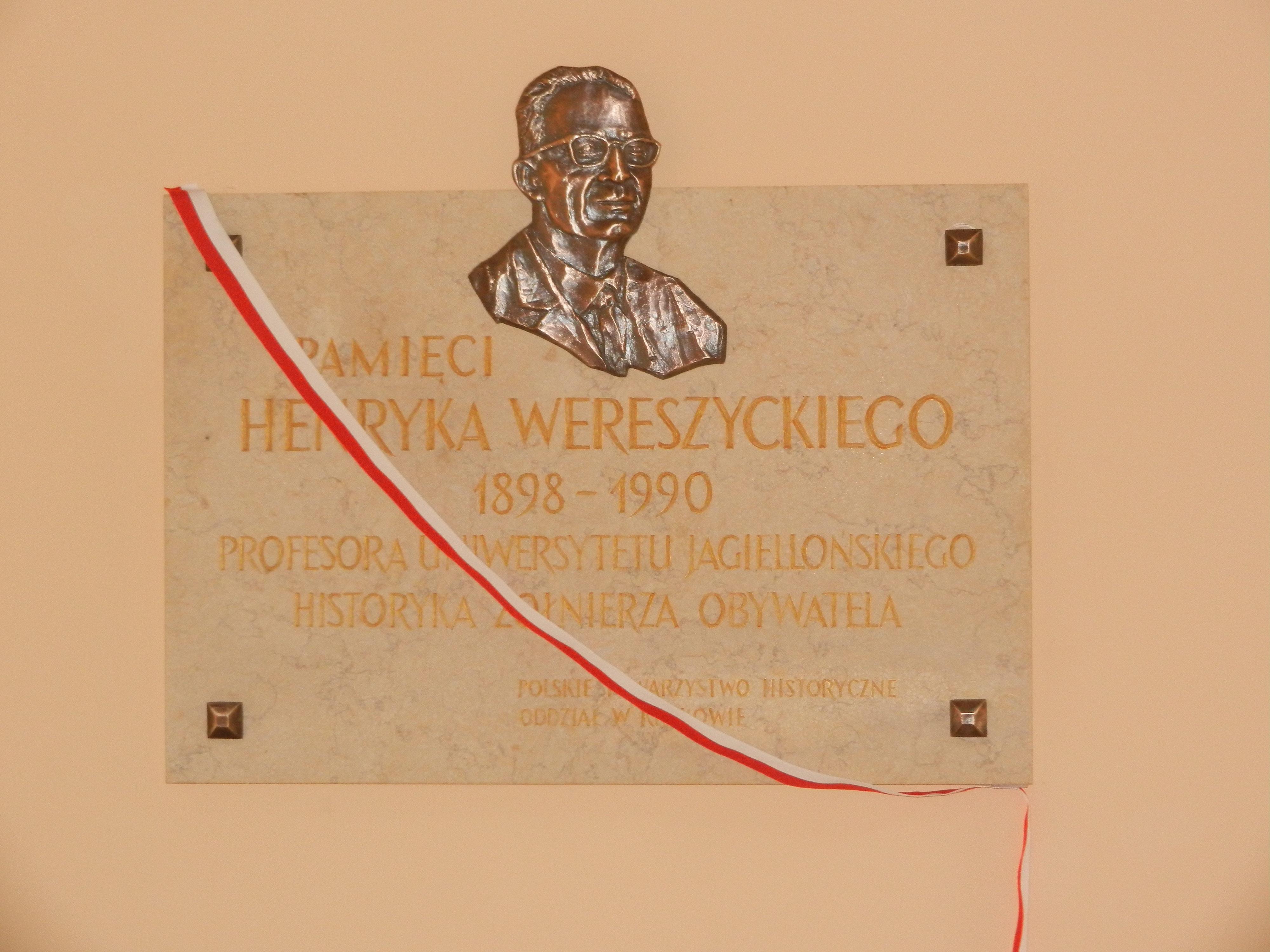
Tablica pamiątkowa prof. Henryka Wereszyckiego w Collegium Witkowskiego UJ przy ul. Gołębiej w Krakowie

Krakowski oddział Polskiego Towarzystwa Historycznego oraz Wydział Historyczny Uniwersytetu Jagiellońskiego ustanowiły w 2001 roku Nagrodę im. Wacława Felczaka i Henryka Wereszyckiego dla badaczy zajmujących się dziejami Europy Środkowo-Wschodniej XIX i XX wieku.
10 października 2011 r. staraniem Oddziału Krakowskiego Polskiego Towarzystwa Historycznego w Budynku Collegium Witkowskiego UJ przy ulicy Gołębiej w Krakowie, odsłonięto tablicę pamiątkową ku czci profesora. W bezpośrednim sąsiedztwie odsłonięto tablicę honorującą profesora Wacława Felczaka.
W Krakowie znajduje się ulica jego imienia, do 2017 nosząca imię Franciszka Kajty.

## Publikacje
- Austria a powstanie styczniowe, Lwów 1930
- Anglia a Polska w latach 1860–1865, Lwów 1934
- Historia polityczna Polski 1864–1918, Kraków 1948 (Wydanie 2. poprawione i rozszerzone, Libella, Paryż 1979; wyd. 2. krajowe poprawione i rozszerzone, Wrocław 1990)
- Sojusz trzech cesarzy, Warszawa 1965
- Walka o pokój europejski 1872–1878, Warszawa 1971
- Historia Austrii, Ossolineum, Wrocław 1972
- Pod berłem Habsburgów, Wydawnictwo Literackie, Kraków 1975
- Koniec sojuszu trzech cesarzy, Państwowe Wydawnictwo Naukowe, Warszawa 1977
- History of Poland, współautorzy: Aleksander Gieysztor, Stefan Kieniewicz, Emanuel Rostworowski, Janusz Tazbir, Państwowe Wydawnictwo Naukowe, Warszawa, 1979.

## Odznaczenia
- Medal Niepodległości
- Medal 10-lecia Polski Ludowej (7 marca 1955, na wniosek Ministra Szkolnictwa Wyższego)[14]